# 約翰·法蘭斯·戴希德拉圖斯
約翰·法蘭斯·戴希德拉圖斯（荷蘭語：Johan Frans Desideratus，1627年7月28日—1699年12月17日），拿騷-錫根親王（天主教分支），拿騷王朝的成員。

## 家庭
1665年，約翰·法蘭斯·戴希德拉圖斯與巴登-羅德馬亨藩侯赫爾曼·福圖納特的女兒瑪麗·艾蕾諾爾·索菲（Marie Eleonore Sophie）結婚，兩人的獨子威廉·雅辛斯於1667年出生。
瑪麗·艾蕾諾爾·索菲於1668年去世。隔年，約翰·法蘭斯·戴希德拉圖斯與伊莎貝拉·克拉拉（Isabella Clara）結婚，兩人共有3子1女：
1. 斐迪南（荷兰语：Alexis Anton Christian Ferdinand van Nassau-Siegen）（1673年—1734年）
2. 法蘭斯·于格（荷兰语：Frans Hugo van Nassau-Siegen）（1678年—1735年）
3. 讓娜·巴普蒂絲塔·約瑟芬娜（荷兰语：Jeanne Baptista Josefina van Nassau-Siegen）（1680年—1745年）
4. 埃曼努爾·伊格納修斯（英语：Emmanuel Ignatius of Nassau-Siegen）（1688年—1735年）